# Vanovice
Vanovice är en ort i Tjeckien.   Den ligger i regionen Södra Mähren, i den östra delen av landet, 170 km öster om huvudstaden Prag. Vanovice ligger 433 meter över havet och antalet invånare är 548.
Terrängen runt Vanovice är platt åt nordväst, men åt sydost är den kuperad. Runt Vanovice är det ganska tätbefolkat, med 52 invånare per kvadratkilometer. Närmaste större samhälle är Velké Opatovice, 5,1 km norr om Vanovice. Trakten runt Vanovice består till största delen av jordbruksmark.